# Sindrome di Sheehan
La sindrome di Sheehan è uno dei possibili esiti a distanza di uno shock ostetrico non adeguatamente trattato.
È causata dalla necrosi dell'ipofisi che, a sua volta, è provocata dallo shock o emorragia intervenuta durante o dopo il parto.
La frequenza della sindrome conclamata è molto bassa; più frequenti sono le forme attenuate (necrosi solo parziale del tessuto ipofisario), nei quali la sintomatologia per lo più si limita ad una prolungata amenorrea puerperale con o senza agalattia.

## Cause
È una rara complicanza della gravidanza, di solito si verifica dopo una eccessiva perdita di sangue. La presenza di una situazione di coagulazione intravascolare disseminata (come nella sindrome HELLP) sembra anche essere un fattore causale.

## Storia
La correlazione specifica per lo shock o l'emorragia post-partum è stata descritta nel 1937 dal patologo britannico Harold Leeming Sheehan (1900-1988), mentre la malattia di Simmonds si verifica in entrambi i sessi per cause non correlate alla gravidanza.

## Epidemiologia
In uno studio di 1 034 adulti sintomatici, la sindrome di Sheehan risulta essere la sesta causa più frequente di deficit di ormone della crescita, essendo responsabile del 3,1% dei casi (contro il 53,9% a causa di un tumore ipofisario).

## Segni e sintomi
I vari segni e sintomi che si presentano nella sindrome di Sheehan, sono causati da danni all'ipofisi, che provocano una diminuzione in uno o più ormoni che secerne normalmente. Nella sindrome di Sheehan, uno o più di questi ormoni non può svolgere il proprio lavoro e pertanto ne derivano alcuni problemi.
I più comuni sintomi iniziali della sindrome di Sheehan sono l'agalattorrea (assenza di allattamento) e/o difficoltà con l'allattamento. Molte donne riportano anche amenorrea o oligomenorrea dopo il parto. In alcuni casi, la sindrome di Sheehan potrebbe presentarsi in maniera relativamente asintomatica e la diagnosi non viene fatta che solo anni dopo, con caratteristiche dell'ipopituitarismo. Alcuni dei sintomi comprendono l'ipotiroidismo secondario con stanchezza, l'intolleranza al freddo, costipazione, aumento di peso, perdita di capelli, bradicardia e ipotensione. Un'altra caratteristica è l'insufficienza surrenalica secondaria che, nel caso che si verifichi cronicamente, appare simile alla malattia di Addison, con sintomi quali affaticamento, perdita di peso, ipoglicemia (bassi livelli di zucchero nel sangue), anemia e iponatriemia (bassi livelli di sodio). Una donna può, tuttavia, aggravarsi quando il suo corpo è sottoposto ad un trauma come, ad esempio, una grave infezione o ad un intervento chirurgico anni dopo il parto, una condizione equivalente alla crisi di Addison. I sintomi della crisi surrenalica devono essere trattati immediatamente e la carenza di gonadotropina spesso causa amenorrea, oligomenorrea, vampate di calore o diminuzione della libido. Il deficit dell'ormone della crescita provoca molti sintomi vaghi tra cui la stanchezza e una diminuzione della massa muscolare.
Raramente, la sindrome di Sheehan può apparire acutamente dopo il parto, soprattutto con l'iponatremia. Vi sono diversi possibili meccanismi con cui l'ipopituitarismo può causare iponatriemia, tra cui la riduzione della clearance renale e la sindrome da inappropriata secrezione di ADH. In questi contesti, il livello di potassio appare normale, poiché la produzione surrenalica di aldosterone non dipende dall'ipofisi. Vi possono essere anche casi di ipoglicemia acuta, presumibilmente dovuta a mancanza di cortisolo.
L'ordine di frequenza del deficit ormonale riscontrato è generalmente l'ormone della crescita, le gonadotropine (FSH, LH), l'adrenocorticotropina (ACTH) e l'ormone stimolante la tiroide (TSH).